# 變形金剛 柯博文之謎
《變形金剛 柯博文之謎》是一款由ISCO制作、特佳麗发行的清版射击游戏。 本游戏于1986年12月5日在日本地区紅白機发行。 于2008年6月10日在Virtual Console发行。
本游戏的主角是汽车人馬格斯。玩家控制着马格斯与多个霸天虎敌人进行战斗。